# NGC 2489
NGC 2489 je otvoreni skup u zviježđu Krmi. 

## Vanjske poveznice
- SEDS: NGC 2489